# Albizia inundata
Albizia inundata, Timbó blanco es un árbol perenne, originario de Sudamérica.  Entre los nombres comunes se encuentran maloxo, muqum, paloflojo, Timbo-ata, angolo, y también cañafístula aunque este es un nombre vulgar usado más para Cassia fistula.

## Descripción
Albizia inundata es un árbol perenne nativo de Sudamérica: Bolivia, Brasil, Argentina, Uruguay, Paraguay.  Crece hasta una altura de 20 metros.

## Propiedades
Las hojas de Albizia inundata contienen dimetiltriptamina.

## Taxonomía
Albizia inundata fue descrita por (Mart.) Barneby & J.W.Grimes  y publicado en Memoirs of the New York Botanical Garden 74(1): 238. 1996.
Etimología
albizia: nombre genérico dedicado a Filippo del Albizzi, naturalista italiano del siglo XVIII que fue el primero en introducirla en Europa en el año 1740 desde Constantinopla.
inundata: epíteto latino que se refiere a su hábitat en "lugares inundados·.
Sinonimia
- Acacia inundata  Mart. basónimo 1823
- Acacia multiflora Spreng.
- Acacia polyantha A.Spreng.
- Acacia polyanthes Spreng. 1828
- Albizia polyantha (A.Spreng.) G.P.Lewis 1987
- Arthrosamanea polyantha (A.Spreng.) Burkart
- Arthrosamanea polycephala (Griseb.) Burkart
- Cathormion polyanthum (A.Spreng.) Burkart
- Cathormion polycephalum Burkart
- Enterolobium polycephalum Griseb.
- Feuilleea polycephala (Griseb.) Kuntze
- Pithecellobium multiflorum (Kunth) Benth. var. brevipedunculata Chodat & Hassl.
- Pithecellobium pendulum Lindm.[1][5]

## Nombre comunes
Canafistula, maloxo, muqum, paloflojo, timbo blanco, timbó blancoatá, timbo-ata.  Alcanza hasta 25 m de altura Albizia inundata es psicoactiva.